# Couture-d'Argenson
Pour les articles homonymes, voir Couture (homonymie).
Couture-d'Argenson est une commune du Centre-Ouest de la France située dans le département des Deux-Sèvres, en région Nouvelle-Aquitaine.
Le village de Couture-d'Argenson appartient à l'arrondissement de Niort et au canton de Chef-Boutonne. Ses habitants sont appelés les Couturois et Couturoises.

## Géographie

### Localisation et accès
Couture-d'Argenson est la commune la plus au sud du département des Deux-Sèvres. Elle est en limite des départements de Charente et de Charente-Maritime.

### Communes limitrophes
| Villemain                            | Loubillé             | Paizay-Naudouin-Embourie (Charente) |
| Villiers-Couture (Charente-Maritime) | Couture-d'Argenson   | Longré (Charente)                   |
| Chives (Charente-Maritime)           | Les Gours (Charente) | Saint-Fraigne (Charente)            |

### Climat
Pour des articles plus généraux, voir Climat de la Nouvelle-Aquitaine et Climat des Deux-Sèvres.
Historiquement, la commune est exposée à un climat océanique limousin.  
En 2020, Météo-France publie une typologie des climats de la France métropolitaine dans laquelle la commune est exposée à un climat océanique et est dans la région climatique  Poitou-Charentes, caractérisée par un bon ensoleillement, particulièrement en été et des vents modérés.
Pour la période 1971-2000, la température annuelle moyenne est de 12,3 °C, avec une amplitude thermique annuelle de 14,6 °C. Le cumul annuel moyen de précipitations est de 853 mm, avec 11,8 jours de précipitations en janvier et 7,2 jours en juillet. Pour la période 1991-2020, la température moyenne annuelle observée sur la station météorologique la plus proche, située sur la commune de Villiers-Couture à 5 km à vol d'oiseau, est de 12,6 °C et le cumul annuel moyen de précipitations est de 908,2 mm,. Pour l'avenir, les paramètres climatiques de la commune estimés pour 2050 selon différents scénarios d’émission de gaz à effet de serre sont consultables sur un site dédié publié par Météo-France en novembre 2022.

## Urbanisme

### Typologie
Au 1er janvier 2024, Couture-d'Argenson est catégorisée commune rurale à habitat dispersé, selon la nouvelle grille communale de densité à sept niveaux définie par l'Insee en 2022.
Elle est située hors unité urbaine et hors attraction des villes,.

### Occupation des sols
L'occupation des sols de la commune, telle qu'elle ressort de la base de données européenne d’occupation biophysique des sols Corine Land Cover (CLC), est marquée par l'importance des territoires agricoles (63,4 % en 2018), en augmentation par rapport à 1990 (61,3 %). La répartition détaillée en 2018 est la suivante : 
terres arables (57,3 %), forêts (33,2 %), zones agricoles hétérogènes (6,1 %), milieux à végétation arbustive et/ou herbacée (1,9 %), zones urbanisées (1,5 %). L'évolution de l’occupation des sols de la commune et de ses infrastructures peut être observée sur les différentes représentations cartographiques du territoire : la carte de Cassini (XVIIIe siècle), la carte d'état-major (1820-1866) et les cartes ou photos aériennes de l'IGN pour la période actuelle (1950 à aujourd'hui).

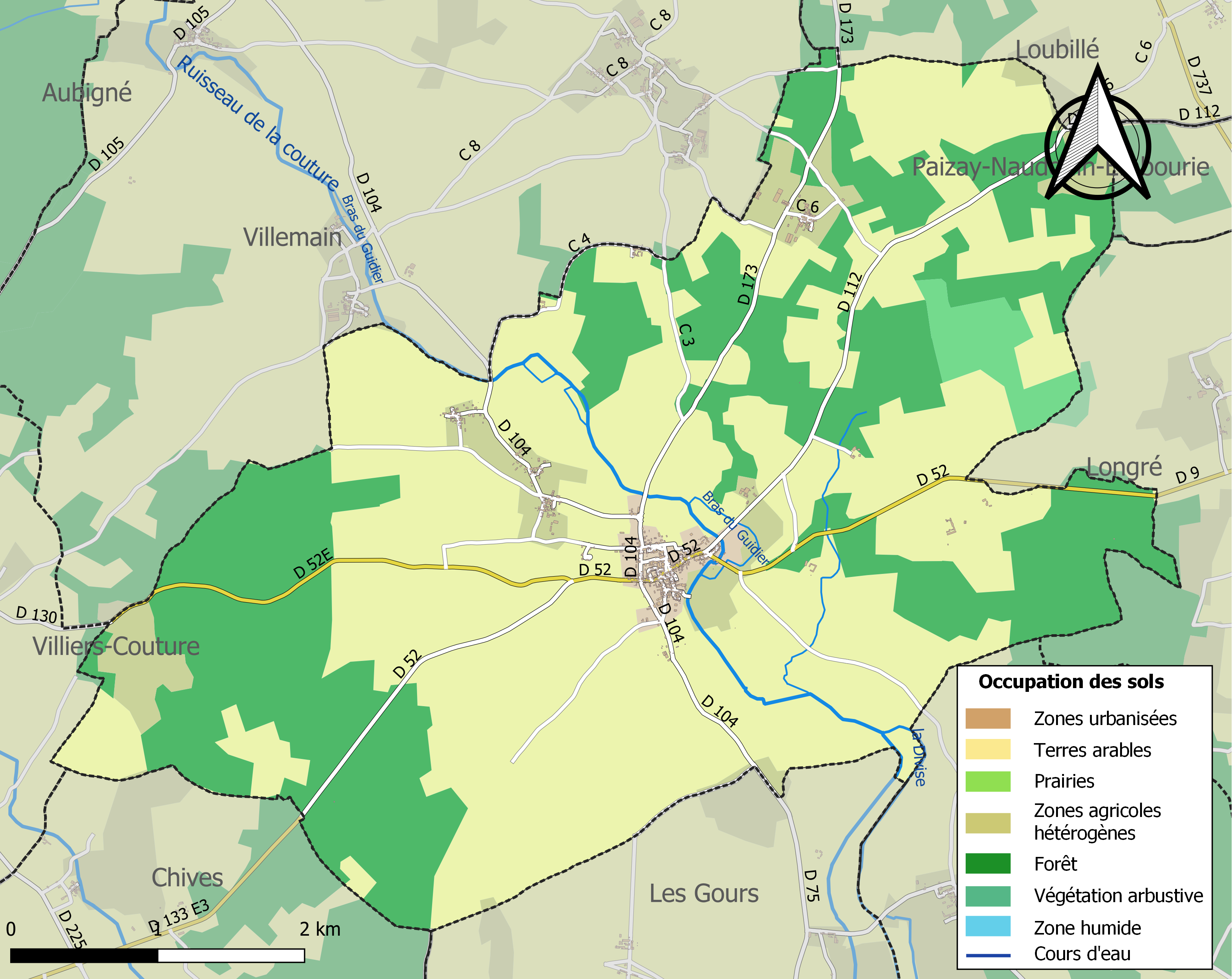
Carte des infrastructures et de l'occupation des sols de la commune en 2018 (CLC).

### Risques majeurs
Le territoire de la commune de Couture-d'Argenson est vulnérable à différents aléas naturels : météorologiques (tempête, orage, neige, grand froid, canicule ou sécheresse), inondations, mouvements de terrains et séisme (sismicité modérée). Un site publié par le BRGM permet d'évaluer simplement et rapidement les risques d'un bien localisé soit par son adresse soit par le numéro de sa parcelle.
Certaines parties du territoire communal sont susceptibles d’être affectées par le risque d’inondation par débordement de cours d'eau, notamment le ruisseau de la Couture. La commune a été reconnue en état de catastrophe naturelle au titre des dommages causés par les inondations et coulées de boue survenues en 1982, 1983, 1999 et 2010,.

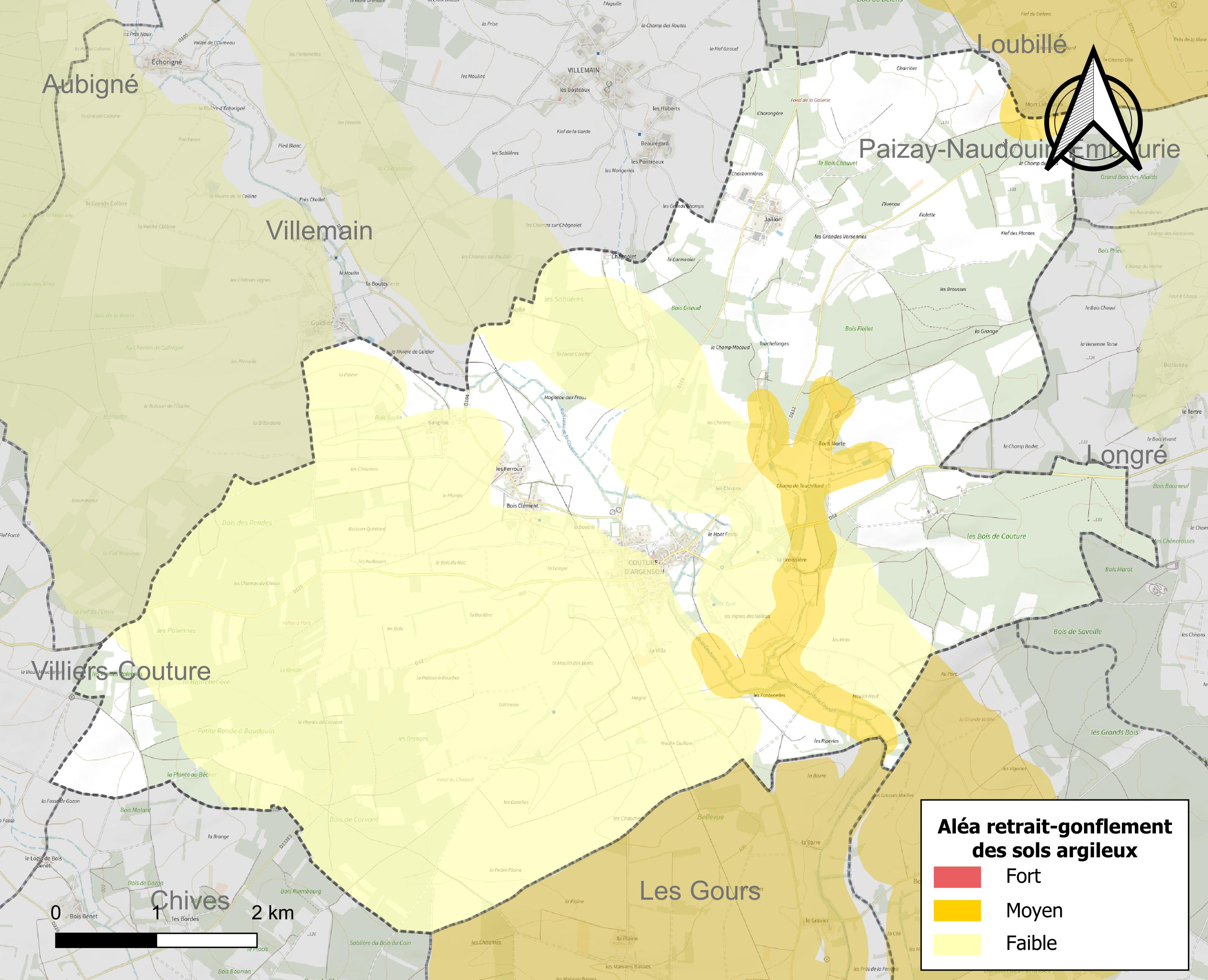
Carte des zones d'aléa retrait-gonflement des sols argileux de Couture-d'Argenson.

Les mouvements de terrains susceptibles de se produire sur la commune sont des tassements différentiels. Le retrait-gonflement des sols argileux est susceptible d'engendrer des dommages importants aux bâtiments en cas d’alternance de périodes de sécheresse et de pluie. 5,8 % de la superficie communale est en aléa moyen ou fort (54,9 % au niveau départemental et 48,5 % au niveau national). Depuis le 1er octobre 2020, en application de la loi ELAN, différentes contraintes s'imposent aux vendeurs, maîtres d'ouvrages ou constructeurs de biens situés dans une zone classée en aléa moyen ou fort,.
La commune a été reconnue en état de catastrophe naturelle au titre des dommages causés par des mouvements de terrain en 1999 et 2010.

## Vie active
Le village bénéficie en son sein d'un commerce de proximité, d'artisans locaux, d'un dispositif médical comprenant une pharmacie, deux médecins, deux infirmières et une psychologue. Il y a également une école publique allant de la maternelle au CM2.

## Nouveaux établissements
La M.A.R.P.A. de Couture-d'Argenson est une petite unité de vie non médicalisée de 24 places. Elle a ouvert ses portes au 1er mars 1999. 
La Marpahvie est une maison d’accueil rurale pour personnes adultes handicapées vieillissantes. Ouverte depuis le 1er septembre 2006, elle accueille plus de quatorze résidents de plus de 50 ans déficients intellectuels. 

## Politique et administration

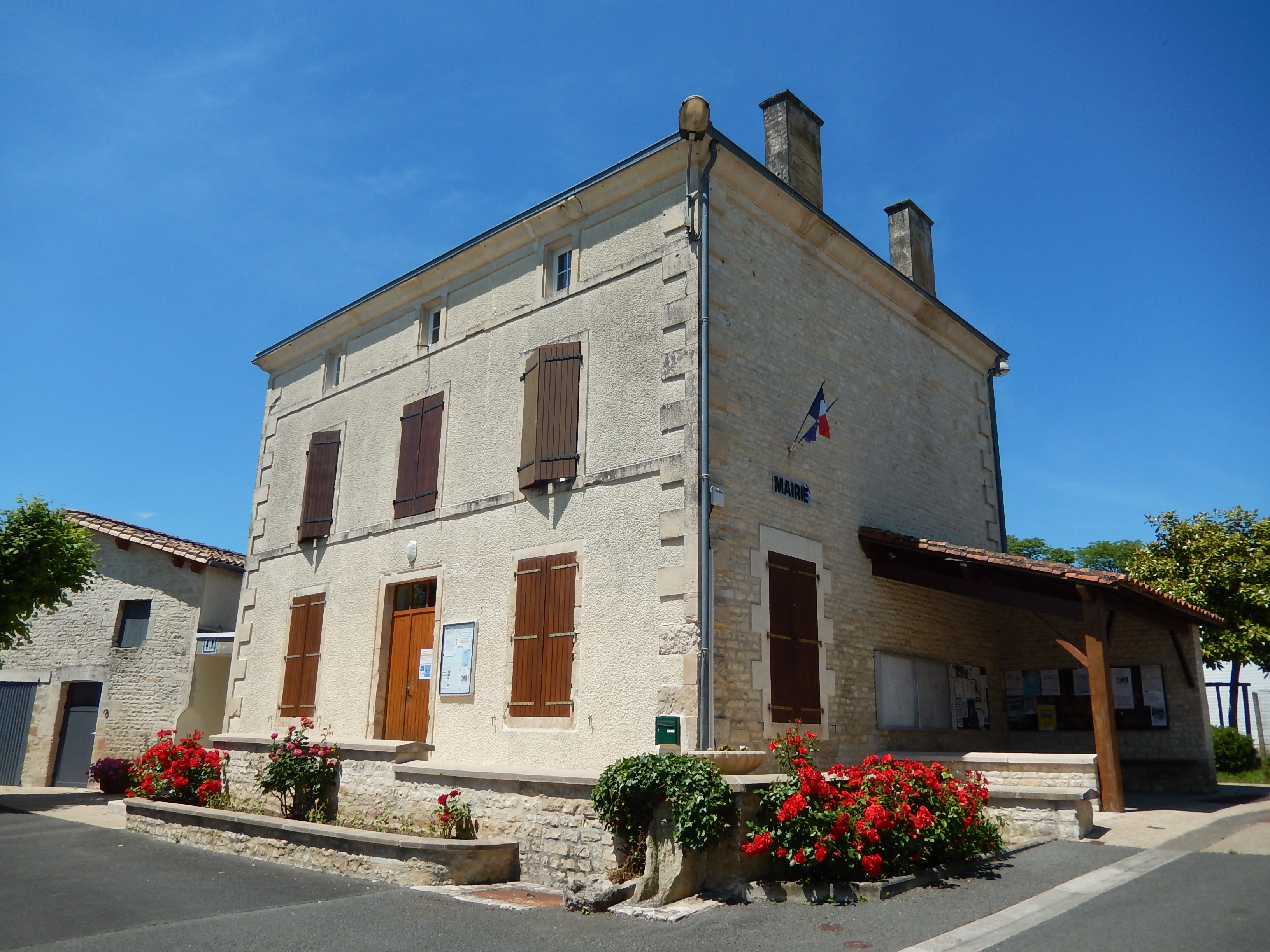
La mairie de Couture-d'Argenson.

| Période   | Période       | Identité         | Étiquette | Qualité |
| --------- | ------------- | ---------------- | --------- | ------- |
| mars 2001 | réélu en 2008 | Jacques Quintard | PS        |         |

### Jumelages
Couture-d'Argenson est jumelée avec la municipalité écossaise de Drumlithie.

## Démographie
À partir du XXIe siècle, les recensements réels des communes de moins de 10 000 habitants ont lieu tous les cinq ans. Pour Couture-d'Argenson, cela correspond à 2004, 2009, 2014, etc. Les autres dates de « recensements » (2006, etc.) sont des estimations légales.
| 1793 | 1800 | 1806 | 1821 | 1831 | 1836 | 1841 | 1846 | 1851 |
| ---- | ---- | ---- | ---- | ---- | ---- | ---- | ---- | ---- |
| 525  | 661  | 631  | 724  | 755  | 848  | 830  | 873  | 840  |

| 1856 | 1861 | 1866 | 1872 | 1876 | 1881 | 1886 | 1891 | 1896 |
| ---- | ---- | ---- | ---- | ---- | ---- | ---- | ---- | ---- |
| 808  | 810  | 825  | 736  | 721  | 742  | 686  | 674  | 662  |

| 1901 | 1906 | 1911 | 1921 | 1926 | 1931 | 1936 | 1946 | 1954 |
| ---- | ---- | ---- | ---- | ---- | ---- | ---- | ---- | ---- |
| 678  | 662  | 684  | 662  | 643  | 623  | 649  | 676  | 631  |

| 1962 | 1968 | 1975 | 1982 | 1990 | 1999 | 2004 | 2006 | 2009 |
| ---- | ---- | ---- | ---- | ---- | ---- | ---- | ---- | ---- |
| 579  | 525  | 515  | 451  | 401  | 387  | 410  | 393  | 414  |

| 2014 | 2019 | 2022 | - | - | - | - | - | - |
| ---- | ---- | ---- | - | - | - | - | - | - |
| 376  | 401  | 408  | - | - | - | - | - | - |

## Lieux et monuments

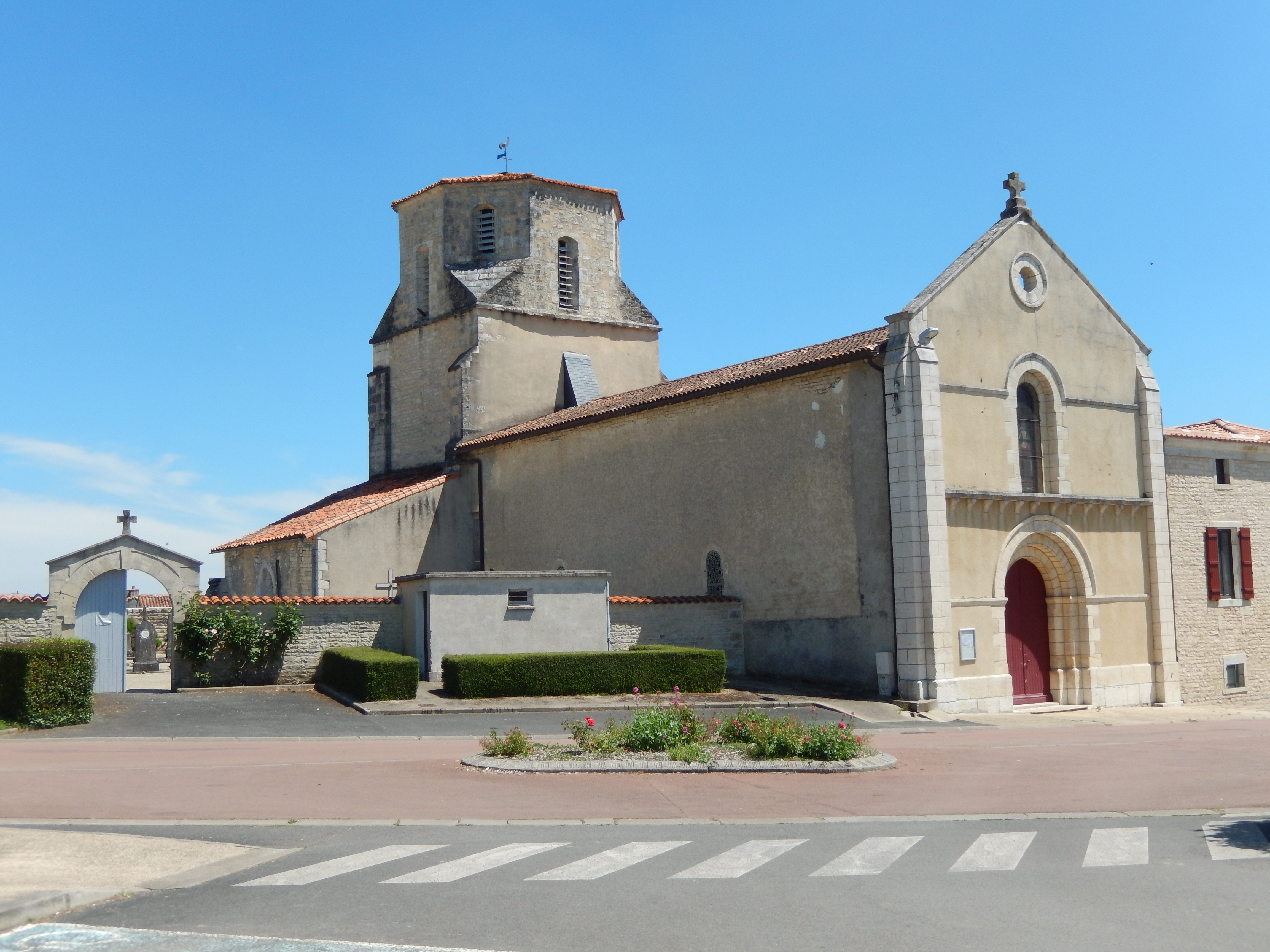
L'église Saint-Nicolas.

Couture dispose d'un patrimoine historique conservé, soit par des particuliers, soit par la municipalité.
Sur la place du village trône l'église Saint-Nicolas avec son clocher datant du XIIe siècle.
Également à la sortie du bourg, près de la route qui mène à Longré, on aperçoit le château de la Foye datant du XVIIe siècle, qui aujourd'hui est une propriété privée.
En outre, quatre plaques directionnelles Michelin, en bon état de conservation, sont encore en place au croisement des routes départementales 52 et 104.
Sur le Chemin du Fer à Cheval vous pourrez apercevoir un « Tramail » ou « Travail à ferrer » aujourd'hui propriété privée, mais visible depuis la route.

### La borne des trois départements
Une petite borne, datant de 1790 et située dans le bois de Corvant (au sud de la commune), matérialise le tripoint entre les départements des Deux-Sèvres, de la Charente-Maritime, et de la Charente, non loin du sentier de grande randonnée GR 36. 

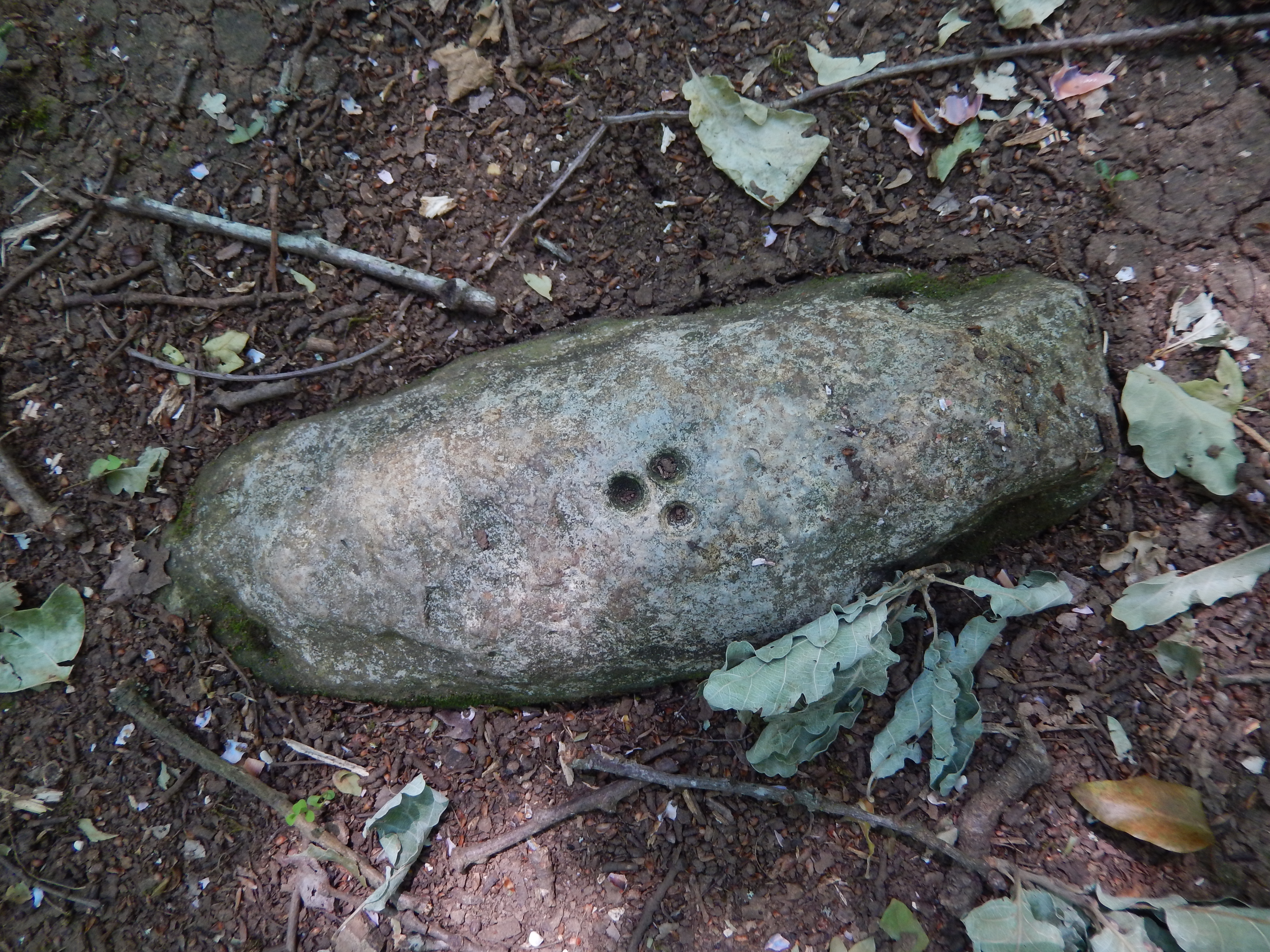
La borne des trois départements…
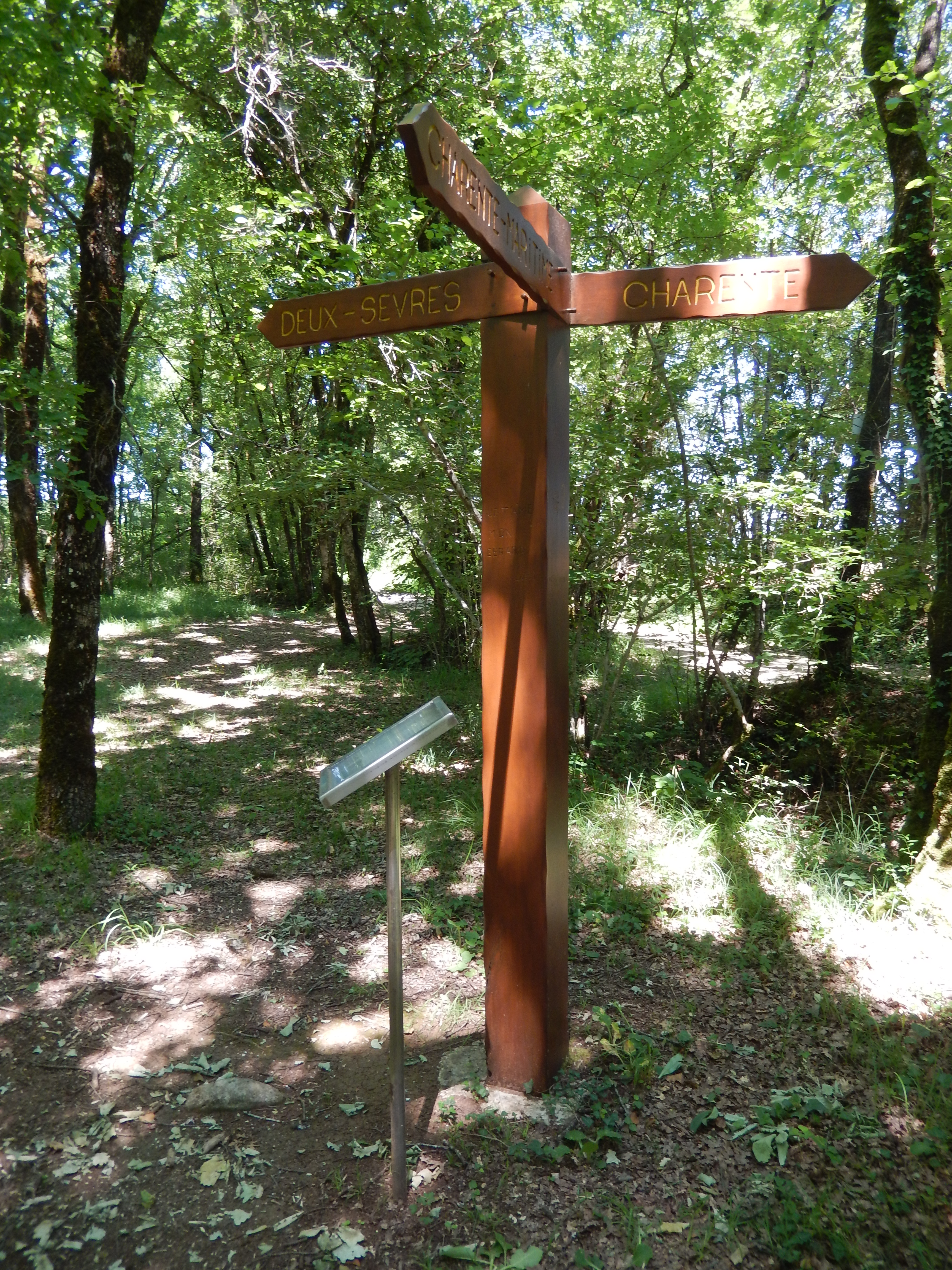
…et le panneau directionnel qui l'accompagne.